# Craenenburg

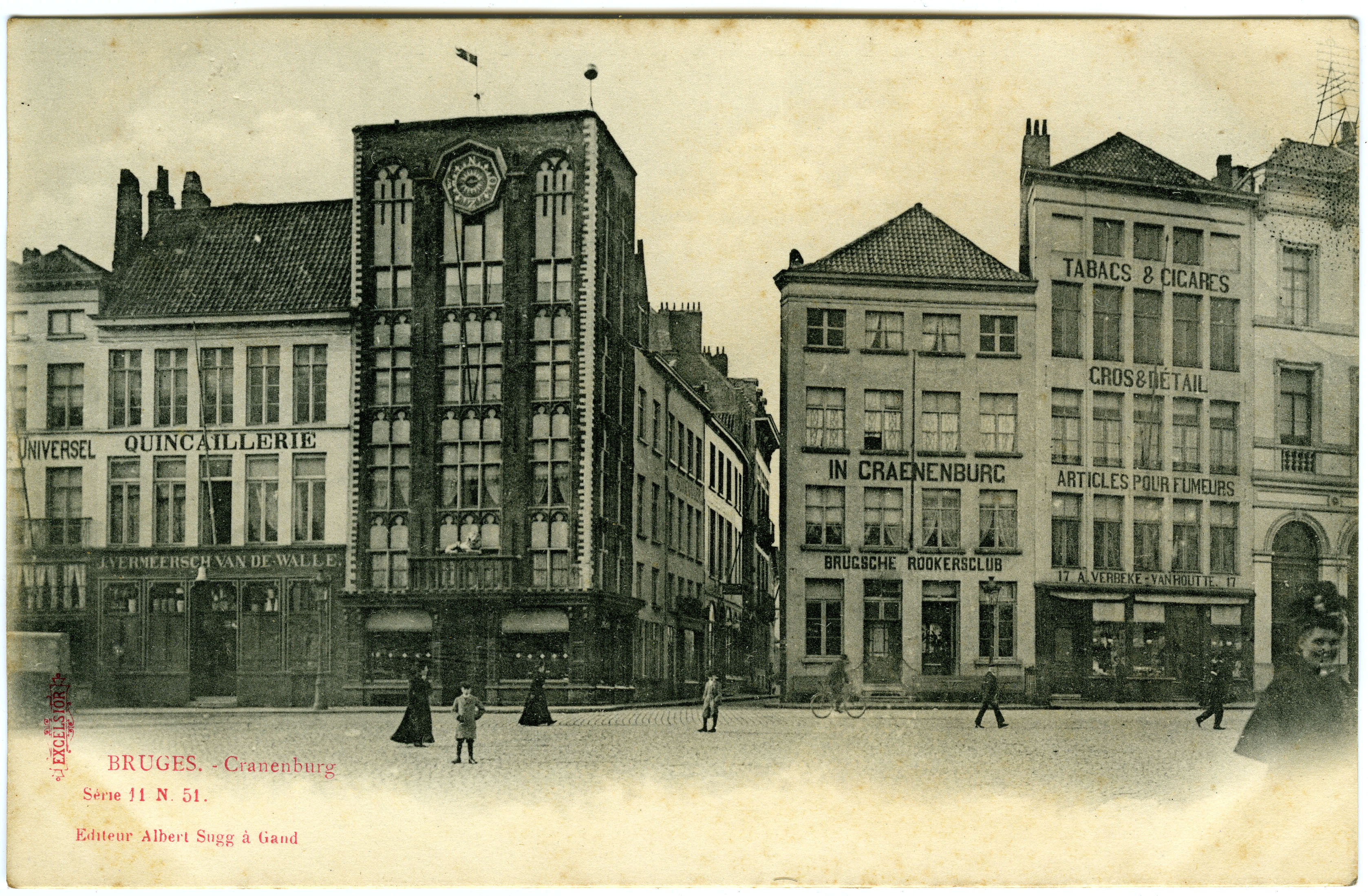
Cranenburg (rechts von der Mitte), Postkartenansicht, ca. 1905.

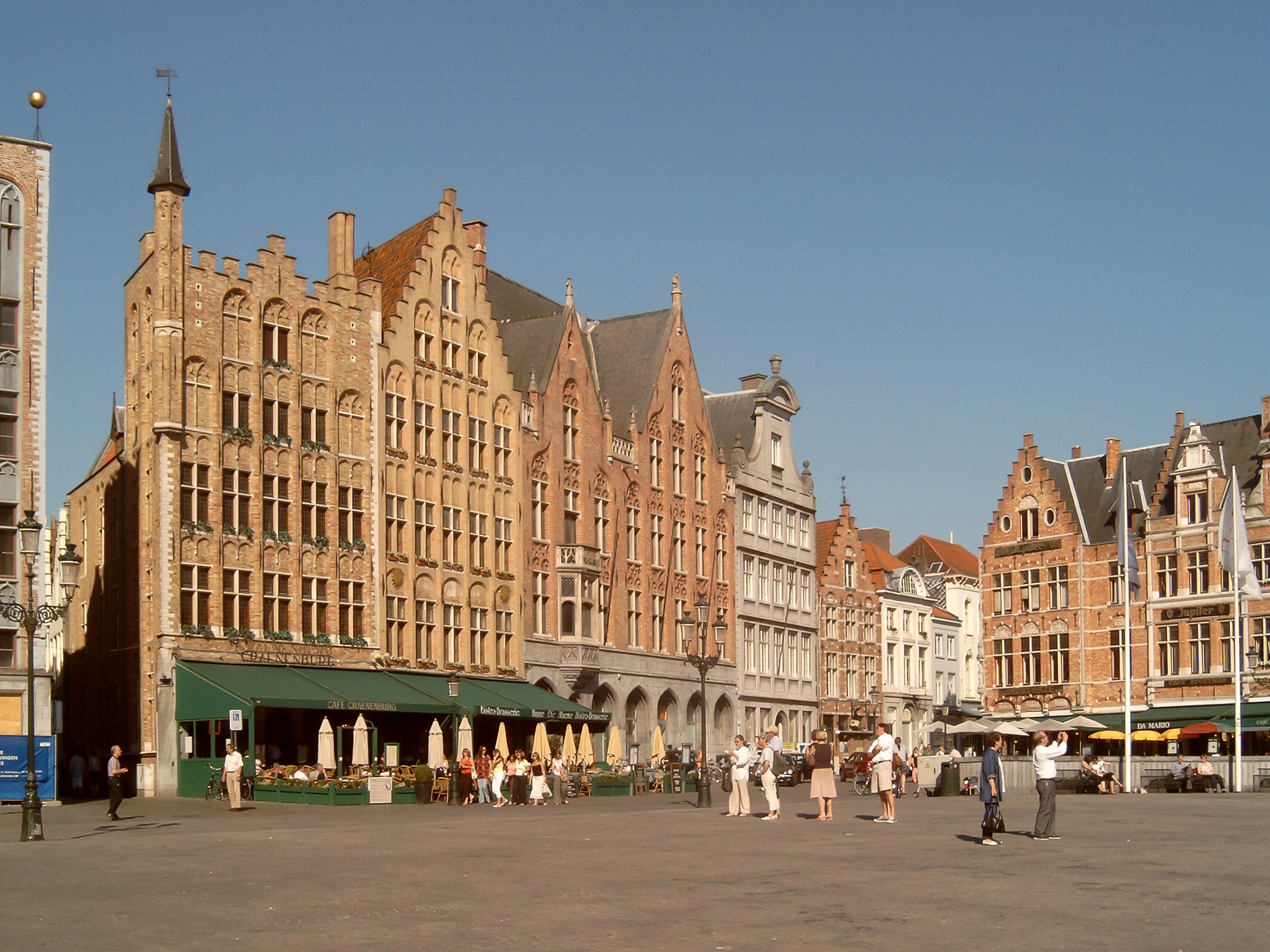
Cranenburg nach Umbau (links, 2007).

Cranenburg (auch: Huis Craenenburg) ist ein historisches Gebäude am Grote Markt (Großen Marktplatz) von Brügge in Belgien.

## Name
Der Name des Hauses geht auf die ältesten belegten Besitzer zurück, Bewohner von 1305.

## Geschichte
Es wird überliefert, dass die Herzöge von Flandern und unter anderem auch Margareta von York (1468) im Mittelalter von dort aus die Turniere und Festzüge beobachteten.
1488 wurde der Erzherzog Maximilian I. in dem Gebäude mehrere Monate lang eingekerkert. Lange Zeit war es dann das schönste private Gebäude am Marktplatz. Im 19. Jahrhundert wurde dort ein Gastwirtschaftsbetrieb eingerichtet und 1905 wurde es das Stammlokal des Brügger Brugse Rookersclub (Brügger Raucherclub).
1956 wurde das Haus grundlegend renoviert und im flämischen Stil eingerichtet. Seit 1966 ist das Craenenburg im Besitz der Familie Boedt, die das Restaurant in dritter Generation führt.